# Johann Bernhard Siegel
 Johann Bernhard Siegel (* 17. September 1751 in Bruchsal; † 24. November 1833 in Mannheim) war ein badischer Jurist und Politiker. 

## Herkunft
Siegels Vater war Metzger und Gastwirt in Bruchsal, der damaligen Residenz des Hochstiftes Speyer. Er gehörte der römisch-katholischen Kirche an. 

## Leben
Siegel studierte Rechtswissenschaften an der Universität Heidelberg und wurde 1774 Hofgerichtsrat in der kurpfälzischen Residenzstadt Mannheim. 1792 wechselte er als Landschreiber nach Germersheim, von wo er 1793 wegen der Wirren des französischen Revolutionskriegs floh. 1797 wurde er Regierungsrat und 1800 Oberappellationsgerichtsrat in Mannheim. 1803 wechselte er als Geheimer Hofrat an das Oberhofgericht in Bruchsal, wo er 1803 zum Vizekanzler und 1807 zum ersten Kanzler ernannt wurde. 1810 erhielt er den Titel eines badischen Staatsrats und ging 1816 als Hofgerichtspräsident nach Mannheim. 
Siegel gehörte 1819 der Zweiten Kammer der Badischen Ständeversammlung an und wurde deren erster Präsident.
1819 wurde Siegel Direktor des Neckarkreises in Mannheim, weshalb er sein Landtagsmandat niederlegte,  und ließ sich 1822 aus gesundheitlichen Gründen pensionieren. 